# Castells d'Argòvia

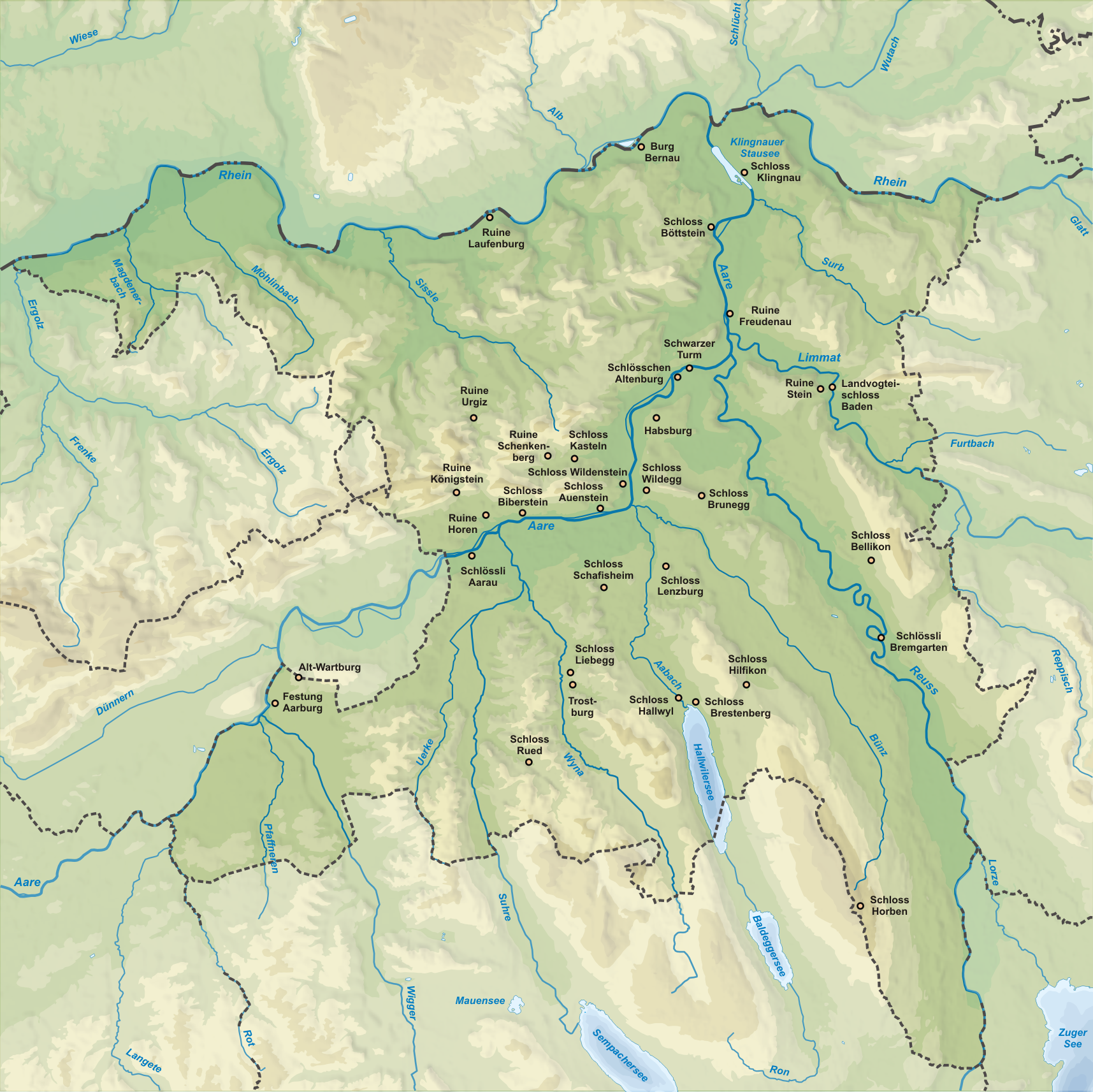
Castells del cantó d'Argòvia

Aquesta és una llista dels castells d'Argòvia, un dels cantons més septentrionals de Suïssa.
És difícil determinar l'antiguitat exacta dels primers castells. El més gran i conegut d'Argòvia, el castell de Lenzburg, es construí als inicis del segle xi, i fou mencionat per primera vegada el 1036. Era la seu del comtat de Lenzburg, que dominava el Seetal. El castell Stein, prop de Baden, funcionà com un segon centre de poder.
Molts castells del cantó d'Argòvia foren seus de la noblesa. El cas més conegut era el Schloss Habsburg, de la família Habsburg. Altres famílies nobles amb residència a Argòvia foren els comtes de Frohburg, els barons de Regensberg, i els senyors de Klingen. Addicionalment hi vivien desenes d'altres famílies nobles locals; una de les més conegudes fou la dels senyors de Hallwyl.

## Aclariments sobre la llista
- Nom: nom oficial de l'edifici
- Població: nom de la comuna a la qual es troba
- Any: any de construcció (encara que, a la majoria de casos, no se'n coneix amb certesa)
- Tipus: es diferencien els següents tipus: Castell, Castrum, Château, Fortalesa.
- Estat: indica l'estat de conservació: Conservat, Mal estat, Ruïnes.
- Accés: indica si existeix un accés lliure i públic a l'edifici.
- Fitxer: mostra una imatge del castell, si n'hi ha.
- Notes: observacions i curiositats

| Nom                     | Població            | Any                | Tipus     | Estat     | Accés | Imatge                             | Notes |
| ----------------------- | ------------------- | ------------------ | --------- | --------- | ----- | ---------------------------------- | --- |
| Castell d'Aarau         | Aarau               | 1240               | Château   | Conservat | Sí    | Schlössli Aarau                    | Edifici més antic conservat a la ciutat. |
| Festung Aarburg         | Aarburg             | 1123               | Fortalesa | Conservat | No    | Festung Aarburg                    | Edifici classificat com un bé cultural d'interès nacional i actualment un centre juvenil. |
| Schlösschen Altenburg   | Altenburg bei Brugg | 370                | Castrum   | Conservat | Sí    | Schlösschen Altenburg              | A finals del segle x, el Schlösschen Altenburg fou la primera residència comprovada dels Habsburg. En l'actualitat funciona com a alberg. |
| Alt-Wartburg            | Oftringen           | 1200               | Castell   | Ruïnes    | Sí    | Alt-Wartburg                       | Quan els suïssos fundaren Argòvia el 1415, tropes berneses incendiaren el castell. |
| Castell d'Auenstein     | Auenstein           | 1307               | Château   | Conservat | No    | Schloss Auenstein                  | L'any 1389 irromperen tropes berneses al castell i l'incendiaren. No fou fins al 1858 que es reconstruí i esdevingué habitable de nou. |
| Ruine Baldingen         | Baldingen           | Desconegut         | Castell   | Mal estat | Sí    |                                    | res a destacar |
| Castell de Bellikon     | Bellikon            | 1430-1440          | Château   | Conservat | No    | Schloss Bellikon                   | A començaments del segle xx funcionà com un balneari provisional. |
| Burg Bernau             | Leibstadt           | 1157               | Castell   | Ruïnes    | No    |                                    | El 1415, la frontera entre el Comtat de Baden i l'Àustria Anterior passava pel cim del castell, per la qual cosa els habitants de Bernau tenien dos senyors. |
| Ruine Besserstein       | Villigen            | Desconegut         | Castell   | Mal estat | No    |                                    | res a destacar |
| Castell de Biberstein   | Biberstein          | 1280               | Château   | Conservat | No    | Entrada a Schloss Biberstein       | El castell és avui una residència per adults amb discapacitat intel·lectual. |
| Ruine Böbikon           | Böbikon             | Desconegut         | Castell   | Mal estat | Sí    | Ruine Böbikon                      | res a destacar |
| Castell de Böttstein    | Böttstein           | 1100-1200          | Château   | Conservat | Sí    | Schloss Böttstein                  | Durant la construcció de la Central nuclear de Beznau entre 1965 i 1972, la plantilla tècnica s'allotjà al castell, que avui gaudeix de protecció del patrimoni cultural juntament amb la capella. |
| Schlössli Bremgarten    | Bremgarten          | 1238               | Château   | Conservat | No    | Schlössli Bremgarten               | Durant la reforma general dels anys 1967-68, hom descobrí murals heràldics del 1480 en una petita sala del segon pis. |
| Castell de Brestenberg  | Seengen             | 1625               | Château   | Conservat | No    | Schloss Brestenberg                | El Château de Brestenberg era una casa de banys de fama internacional i va estar en funcionament fins després de la Segona Guerra Mundial. |
| Castell de Brunegg      | Brunegg             | 1250               | Château   | Conservat | No    | Schloss Brunegg                    | El conegut escriptor suís Hermann Burger se suïcidà el 28 de febrer de 1989 al Castell de Brunegg. |
| Ruine Freudenau         | Untersiggenthal     | 1240               | Castell   | Ruïnes    | Sí    | Ruïnes Freudenau                   | Una gran part de la localització fou destruïda el 1351 en una campanya Dels zuriquesos. Poc després del 1400 s'incendiaren altres parts del castell. |
| Burg Habsburg           | Habsburg            | 1030               | Castell   | Conservat | Sí    | Burg Habsburg                      | El castell de Habsburg fou el lloc originari de la dinastia dels Habsburg. Visqueren prop de 200 anys en aquest castell. |
| Castell de Hallwyl      | Seengen             | 1265               | Château   | Conservat | Sí    | Schloss Hallwyl                    | El castell de Hallwyl es troba al curs del riu Aabach, i és un dels castells d'aigua més coneguts de Suïssa. |
| Ruine Hasenburg         | Bergdietikon        | Desconegut         | Castell   | Mal estat | Sí    |                                    | Es creu que aquest castell fou incendiat i tornat a reconstruir a finals del segle xii. A mitjans del segle xiii fou destruït i abandonat. |
| Castell de Hilfikon     | Hilfikon            | Desconegut         | Château   | Conservat | No    | Schloss Hilfikon                   | El 1878 canvià de propietari per 70.000 francs suïssos. |
| Castell de Horben       | Beinwil             | 1700               | Château   | Conservat | No    | Schloss Horben                     | El castell fou construït com a casa de descans pels monjos del monestir de Muri. |
| Ruine Horen             | Küttigen            | Desconegut         | Castell   | Ruïnes    | Sí    |                                    | res a destacar |
| Ruine Iberg             | Riniken             | Desconegut         | Castell   | Mal estat | Sí    | Ruïnes Iberg                       | Excavacions arqueològiques el 1997 |
| Castell de Kasteln      | Oberflachs          | 1238               | Château   | Conservat | No    | Schloss Kasteln                    | El castell funciona actualment com a casa d'acollida per a estudiants amb trastorns del comportament. |
| Ruine Kindhausen        | Bergdietikon        | Desconegut         | Castell   | Mal estat | Sí    | Ruïnes Kindhausen                  | res a destacar |
| Castell de Klingnau     | Klingnau            | 1300               | Château   | Conservat | Sí    | Schloss Klingnau                   | En l'actualitat, el castell es fa servir com a seu regional de la Policia, com a local per celebrar matrimonis civils, i com a casa de cultura. |
| Ruïnes Königstein       | Küttigen            | 1277               | Castell   | Ruïnes    | Sí    |                                    | Existeix una antiga llegenda, segons la qual el propietari de l'època forçà els habitants a proporcionar-li cuir per tal de construir un pont fins a Achenberg. Després que es construí el pont, un dels habitants va tallar-ne lleugerament les cordes, de tal manera que, quan el senyor del castell va travessar-lo amb el seu cavall, caigué a la vall. |
| Landvogteischloss Baden | Baden               | 1265               | Château   | Conservat | Sí    | Landvogteischloss Baden            | Fins a finals de 1798 fou la residència de la vegueria del comtat de Baden. En l'actualitat alberga el Museu d'Història i l'arxiu de la ciutat de Baden. |
| Ruine Laufenburg        | Laufenburg          | 1180               | Castell   | Ruïnes    | No    | Ruïnes Laufenburg                  | Durant la Guerra dels Trenta Anys, els suecs conqueriren la ciutat i el castell tres vegades. No fou fins al 1648 que els austríacs en recuperaren el control. |
| Castell de Lenzburg     | Lenzburg            | 1036               | Château   | Conservat | Sí    | Schloss Lenzburg                   | El castell de Lenzburg és un dels més antics i coneguts dels quers de Suïssa, i fou seu durant 350 anys de la vegueria de Berna. |
| Castell de Liebegg      | Gränichen           | 1250               | Château   | Conservat | Sí    | Schloss Liebegg                    | El castell és actualment propietat del cantó i es fa servir com a centre de convencions i casa de cultura. |
| Castell de Rued         | Schlossrued         | 1160               | Château   | Conservat | No    |                                    | Després de 1803, el castell de Rued albergà durant alguns anys, per falta d'espai, l'arxiu judicial del Districte de Kulm. |
| Ruine Scherenberg       | Safenwil            | Desconegut         | Castell   | Mal estat | Sí    |                                    | res a destacar |
| Castell de Schafisheim  | Schafisheim         | 1386               | Château   | Conservat | No    | Schloss Schafisheim                | Després de diversos canvis de propietari, el 1845 la família Baumann va comprar el castell, i en l'actualitat serveix com a residència dels seus descendents. |
| Ruine Schenkenberg      | Thalheim            | 1243               | Castell   | Ruïnes    | Sí    | Ruïnes Schenkenberg                | El 1918, aquestes ruïnes foren subhastades per un preu simbòlic de 50 francs suïssos a l'Aargauische Vereinigung für Heimatschutz (Associació d'Argòvia per a la protecció de la pàtria). |
| Schwarzer Turm          | Brugg               | 1238               | Castell   | Conservat | No    | Schwarzer Turm                     | Després de la reconstrucció del pont l'any 1532, el senyor de la ciutat cregué que la torre era massa petita. Així, els murs superiors i el sostre foren derruïts i reconstruïts. |
| Ruine Stein             | Baden               | 1000               | Castell   | Ruïnes    | Sí    | Ruïnes Stein                       | Els suïssos destruïren el castell l'any 1415. Posteriorment fou reconstruït, però fou de nou destruït l'any 1712 durant la segona batalla de Villmerger. |
| Ruine Tegerfelden       | Tegerfelden         | 1113               | Castell   | Mal estat | Sí    | Ruïnes Tegerfelden                 | res a destacar |
| Trostburg               | Teufenthal          | 1200               | Château   | Conservat | No    | Trostburg                          | Com que Berna no va admetre la venda del castell l'any 1616 a la ciutat de Brugg, prengué els drets senyorials i vengué el castell de Trostburg a mans privades. |
| Ruine Urgiz             | Densbüren           | 1100-1200          | Castell   | Ruïnes    | Sí    | Ruine Urgiz, restes del segle xvii | En l'actualitat només queden restes del mur exterior i de la torre circular. |
| Ruine Waldhausen        | Fisibach            | abans de 1113      | Castell   | Ruïnes    | No    |                                    | Anteriorment, la frontera entre els cantons d'Argòvia i Zuric travessava les ruïnes, fins que es va corregir el 1987. |
| Castell de Wildenstein  | Veltheim            | al voltant de 1300 | Château   | Conservat | No    | Schloss Wildenstein                | El castell fou venut el setembre de 2010 a un empresari per 2.575.000 francs, que el farà d'accés públic. |
| Castell de Wildegg      | Möriken-Wildegg     | 1242               | Château   | Conservat | Sí    | Schloss Wildegg                    | El Museu i Fundació ProSpecieRara conserven als jardins del castell més de 300 plantes de conreu, diversos tipus d'hortalisses, cereals i baies, així com plantes aromàtiques, espècies i herbes medicinals. |